# 피아트 126

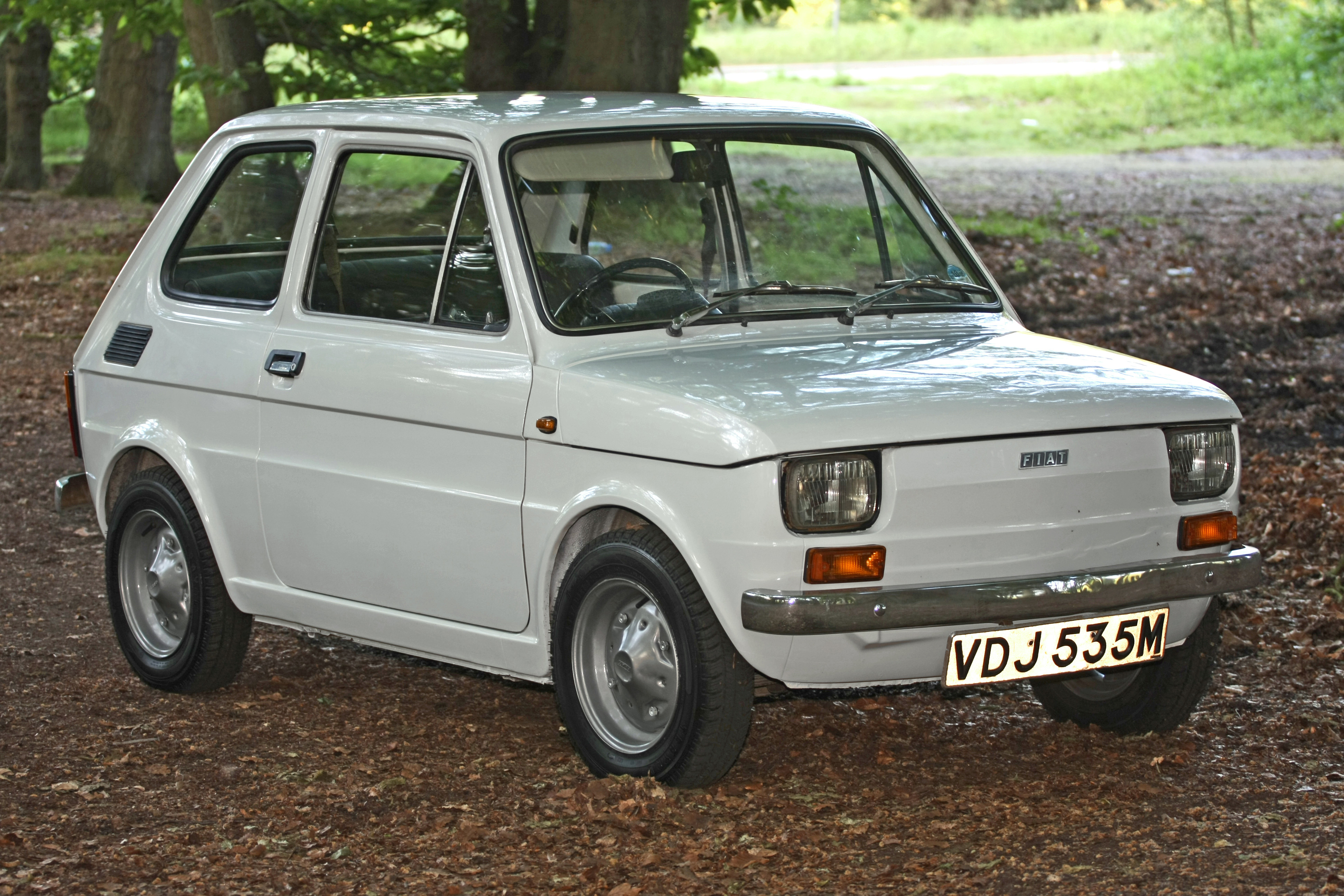
피아트 126 정측면

피아트 126(Fiat 126)은 이탈리아의 자동차 회사인 피아트가 생산했던 도시형 자동차이다.

## 개요
1972년에 500의 후속 차종으로 출시되었다. 기술적으로는 기존의 디자인에 비해 굉장히 혁신적이었으며, 엔진은 사실 500에 사용된 엔진의 업그레이드 버전이지만 23마력(500은 18 마력이었다.)으로 105km/h가 최고 시속이었다고 한다. 1980년에 후속 차종 없이 단종되었으며, 1991년에 친퀘첸토가 126의 자리를 채웠다.

## 폴스키 피아트126P

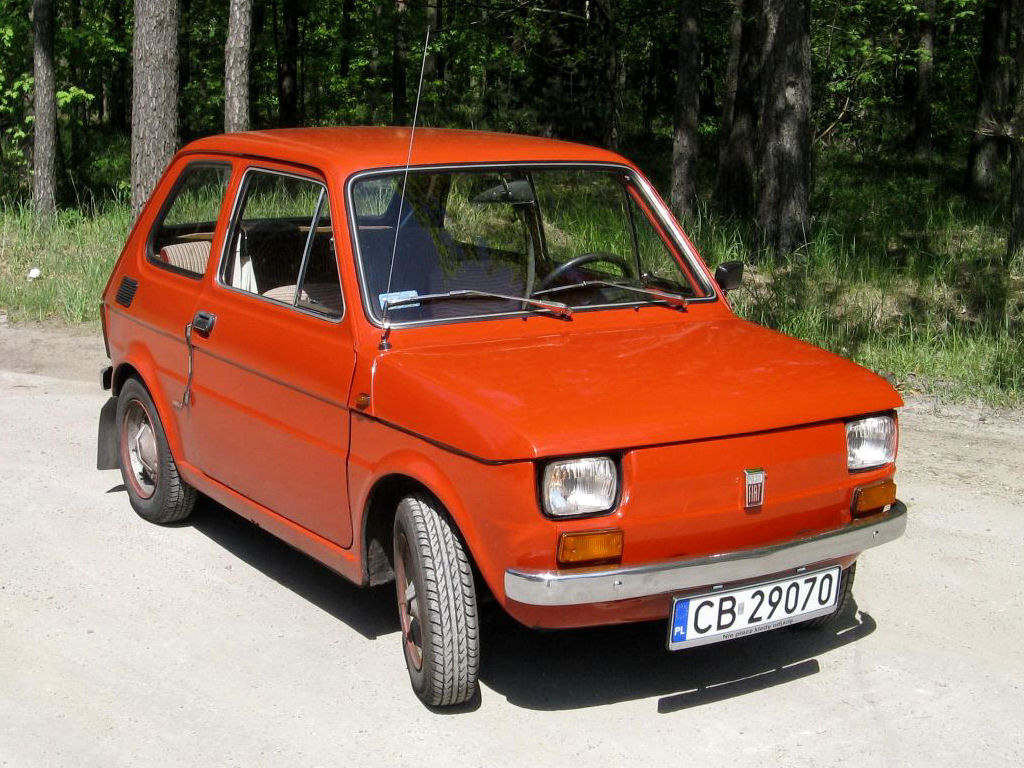
폴스키 피아트 126P 정측면

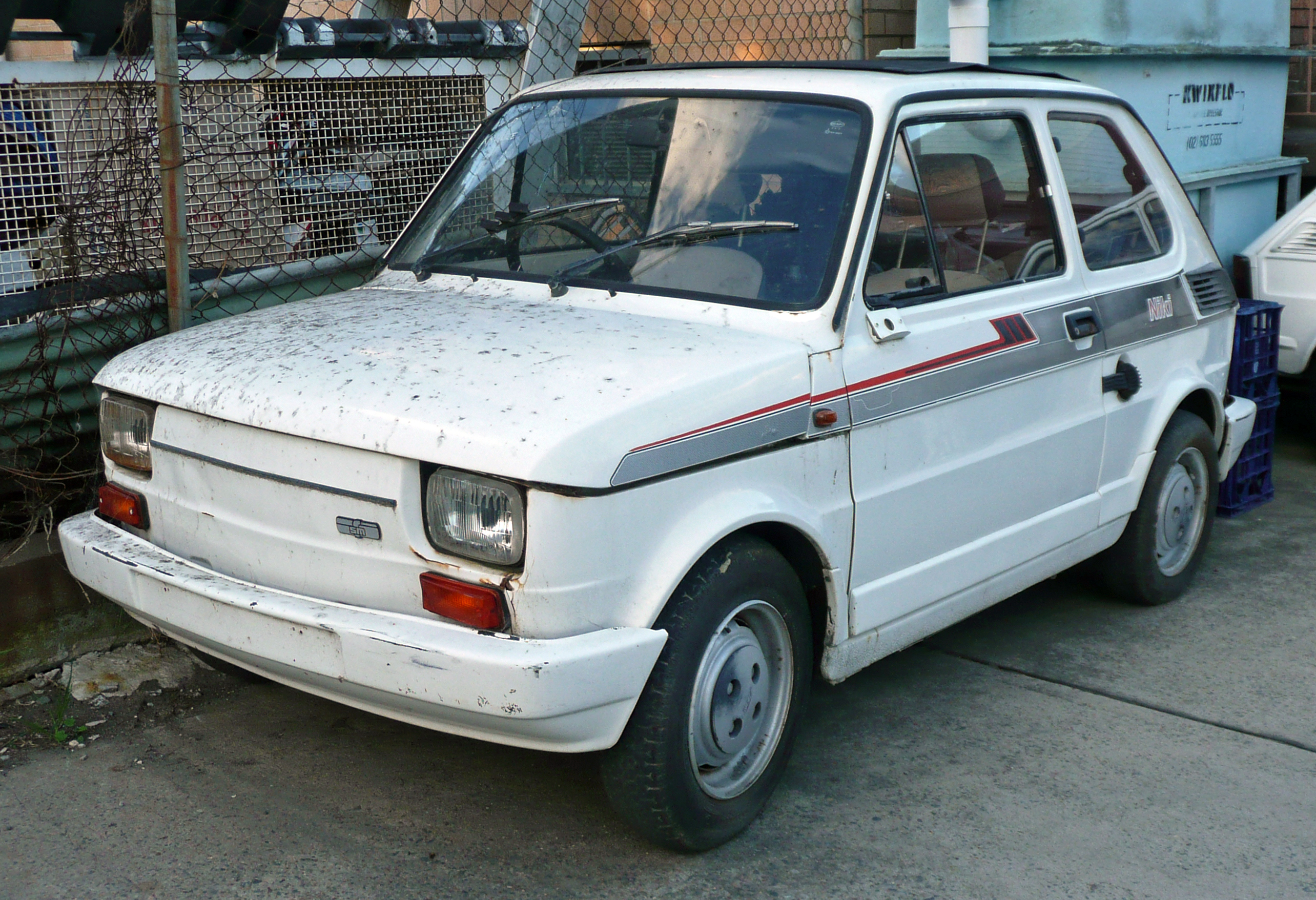
FSM 니키 정측면

이름만 봐도 알듯이 폴란드 식 피아트 126이다. 원래 126과 다르게 폴스키 피아트에 의해 1973년부터 생산되었다. FSM 시레나의 대안으로서 당시 처음 등장했을 때 폴란드 사람들은 전례없는 조그만하고 싸고 앙증 맞은 차를 보고 매우 신기해 했다. 일명 "말루흐(Maluch. "작은 것"을 의미)"라는 별명을 얻었으며, FSM에 의해 2000년까지 생산되면서 다양한 파생 차종들을 만들어냈다. 한편 오스트레일리아에서는 FSM을 통해 니키라는 이름으로 팔렸다. 그냥 피아트 126과는 다르게 범퍼 마감과 엠블럼이 달랐으며, 1989년부터 1993년까지 생산되었다.